# 하지 (배우)

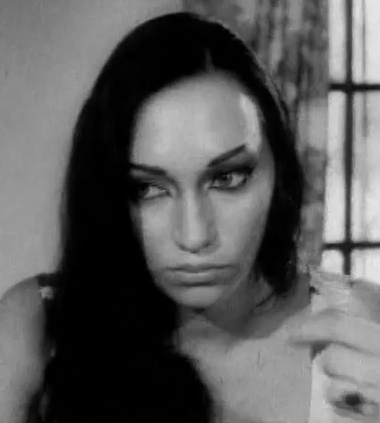

하지(Barbarella Catton, 1946년 1월 24일 ~ 2013년 8월 10일)는 캐나다의 배우, 영화배우, 댄서이다.
퀘벡주에서 태어났으며 남부 캘리포니아에서 사망하였다. 사인은 폐암이다.

## 영화
- 차이니즈 부키의 죽음 (1976년)
- 빅풋 (1970년)
- 인형의 골짜기를 넘어서 (1970년)
- 더 빨리 푸시캣, 죽여라 죽여 (1965년)